# Bafodeya benna
Bafodeya es un género monotípico de plantas  perteneciente a la familia Chrysobalanaceae. Su única especie: Bafodeya benna (Scott-Elliot) Prance ex F.White es originaria del oeste de África tropical donde se distribuye por Guinea, Malí y Sierra Leona.

## Descripción
Es un árbol que alcanza un tamaño de unos 7 m de altura en la sabana, es conocida sólo de Malí, Guinea y Sierra Leona a una altitud de 900-1000 metros. El fruto tiene una capa rojiza de una sustancia algodonosa suave que recubre la interior del endocarpio que se utiliza en África tropical como yesca par hacer fuego, que es como Neocarya macrophylla (Sab.) Prance. En B. benna esta capa tiene una textura más dura.

## Propiedades
Los pelos son aparentemente espinas huecas perfectamente rectas, en forma de aguja que se proyectan con rigidez en la cavidad del lóculo. Estos se utilizan en Guinea como vermífugo rebajando una forma de la irritación mecánica causada por los pelos de, por ejemplo, Mucuna pruriens (Leguminosae: Papilionioideae). Un registro de la fruta utilizada en el norte de Sierra Leona como vermífugo.

## Taxonomía
Bafodeya benna fue descrita por (Scott-Elliot) Prance ex F.White y publicado en Bulletin du Jardin Botanique National de Belgique 46: 271. 1976.
Sinonimia
- Parinari benna Scott-Elliot, J. Linn. Soc., Bot. 30: 78 (1894).[3]